# 애팔래치아
애팔래치아(Appalachia, /ˌæpəˈlætʃə, -leˈtʃə, -leəʃə/)는 연방 입법 기관인 애팔래치아 지역 위원회(ARC)가 "뉴욕 남부에서 미시시피 북부까지 애팔래치아산맥 대간"을 따라 공식적으로 지정한 지리적 지역이다. 그러나 구어체로 말하면 명확한 경계가 없다. 공식적인 경계는 뉴욕의 서부 캐츠킬 산맥에서 펜실베니아까지 뻗어 있으며, 블루리지 산맥과 그레이트 스모키 산맥을 거쳐 조지아 북부, 앨라배마, 미시시피까지 이어지며, 웨스트버지니아는 완전히 내부에 있는 유일한 주이다. 2022년 기준 이 지역에는 약 2,640만 명이 살고 있으며, 그 중 20.6%가 ARC에 의해 "유색 인종"으로 묘사되었다.
풍부한 천연 자원을 부여받은 애팔래치아는 오랫동안 경제적으로 어려움을 겪었으며 빈곤과 관련되어 왔다. 1930년대부터 연방 정부는 일련의 뉴딜 계획, 특히 TVA(Tennessee Valley Authority)를 통해 애팔래치아 지역의 빈곤을 완화하려고 노력했다. TVA는 막대한 양의 전기를 공급하고 더 나은 농업 관행, 지역 계획 및 경제 개발을 위한 프로그램을 지원하는 수력 발전 댐 건설을 담당했다. 20세기 초 대규모 벌목 및 석탄 채굴 회사가 애팔래치아에 일자리와 현대적 편의 시설을 가져왔지만 1960년대까지 이 지역은 이 두 산업의 장기적인 이점을 활용하지 못했다.
1965년 애팔래치아 지역 개발법은 주로 지역 경제를 다각화하고 지역 주민들에게 더 나은 의료 서비스와 교육 기회를 제공함으로써 지역의 빈곤을 더욱 완화하기 위해 ARC를 창설했다. 1990년까지 애팔래치아는 주로 경제 주류에 합류했지만 대부분의 경제 지표에서 여전히 미국의 나머지 지역에 뒤처졌다.
19세기 후반에 문화 지역으로 인식된 이후 애팔래치아는 주민들의 고립, 기질, 행동에 관한 고정관념의 초점이 되어 왔다. 20세기 초 작가들은 밀주와 씨족 간의 불화와 같은 지역 문화의 선정적인 측면에 초점을 맞춘 황색 저널리즘에 자주 참여했으며, 그 지역 주민들을 교육을 받지 못하고 세련되지 않은 것으로 묘사했으며, 이후 사회학 연구는 이러한 고정관념을 없애는 데 도움이 되었다.

## 같이 보기
- 분류:애팔래치아산맥의 산맥